# Franck Benoist
Pour les articles homonymes, voir Benoist.
Franck Benoist est auteur pour l'émission satirique de Canal + Groland, depuis 1999.
On a pu le voir dans l'émission précédente Groland Sat où il incarnait le présentateur cynique de la bourse sur la chaîne du câble Krashberg tv. Il a participé à de nombreux sketches dans divers caractères et s'occupe de détournement de vieux films dont il fait toutes les voix.
Par ailleurs, il a collaboré avec Michaël Youn à l'écriture de son spectacle Pluskapoil 1 et 2, avec Patrick Timsit pour l'émission de radio Radio Timsit sur Europe 2, pour les Guignols de l'info, les éditos d'entrée de La Méthode Cauet, la shortcom Vous les femmes diffusée sur Téva et M6 et la série Un film sans... de Michel Muller.
On peut le voir dans le rôle du gendarme à la fin de Louise Michel, le film de ses collègues grolandais Benoît Delépine et Gustave de Kervern.